# Troussey
Troussey est une commune française située dans le département de la Meuse, en région Grand Est.

## Géographie

### Situation
Troussey est un village-rue typique de la vallée de la Meuse, situé entre Void et Pagny-sur-Meuse.

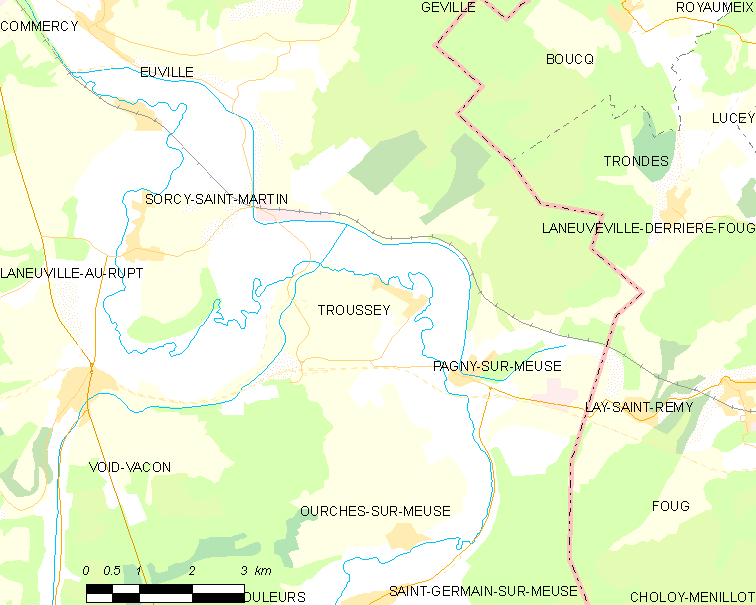
Carte de la commune.
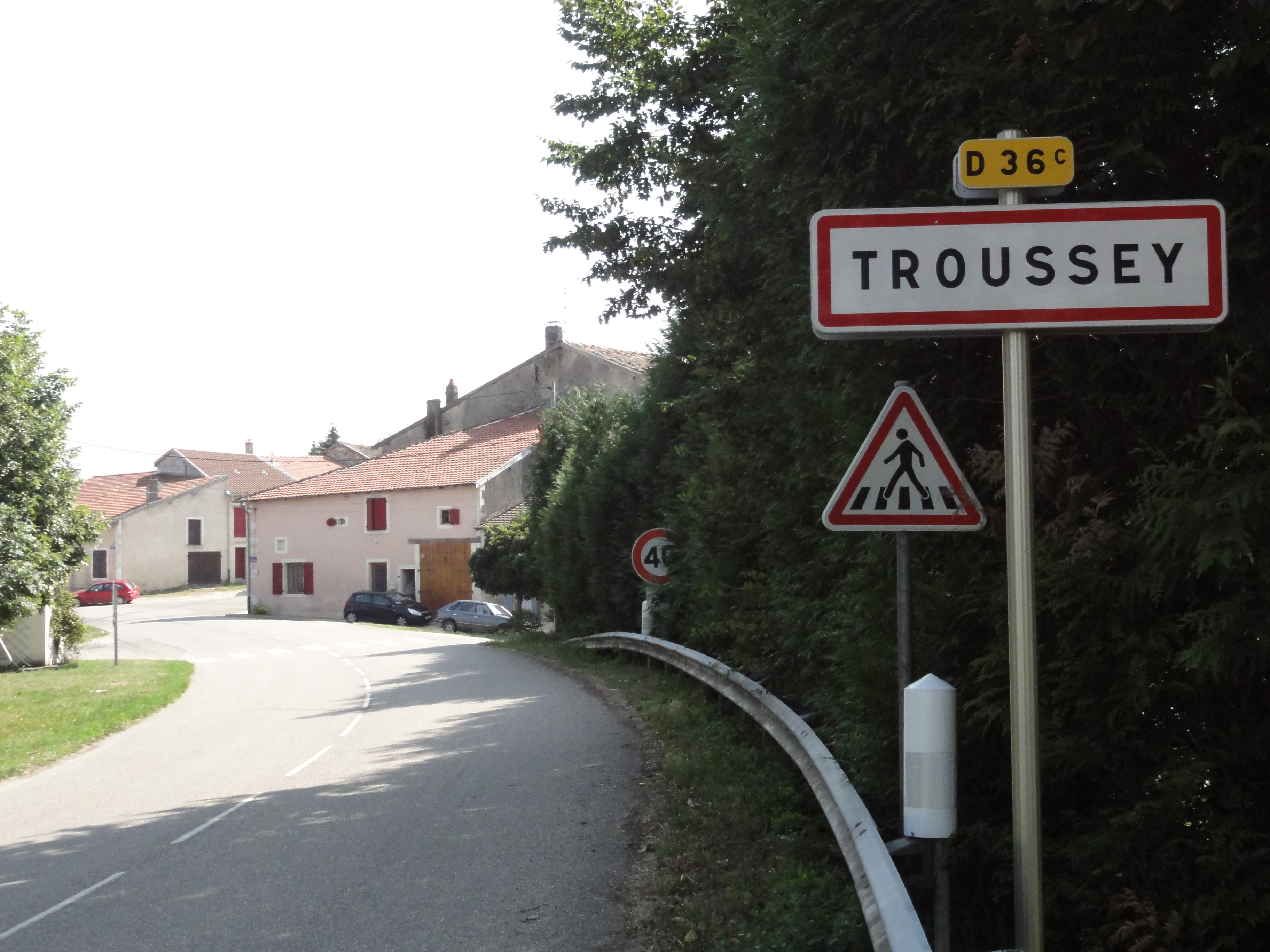
Entrée de Troussey.
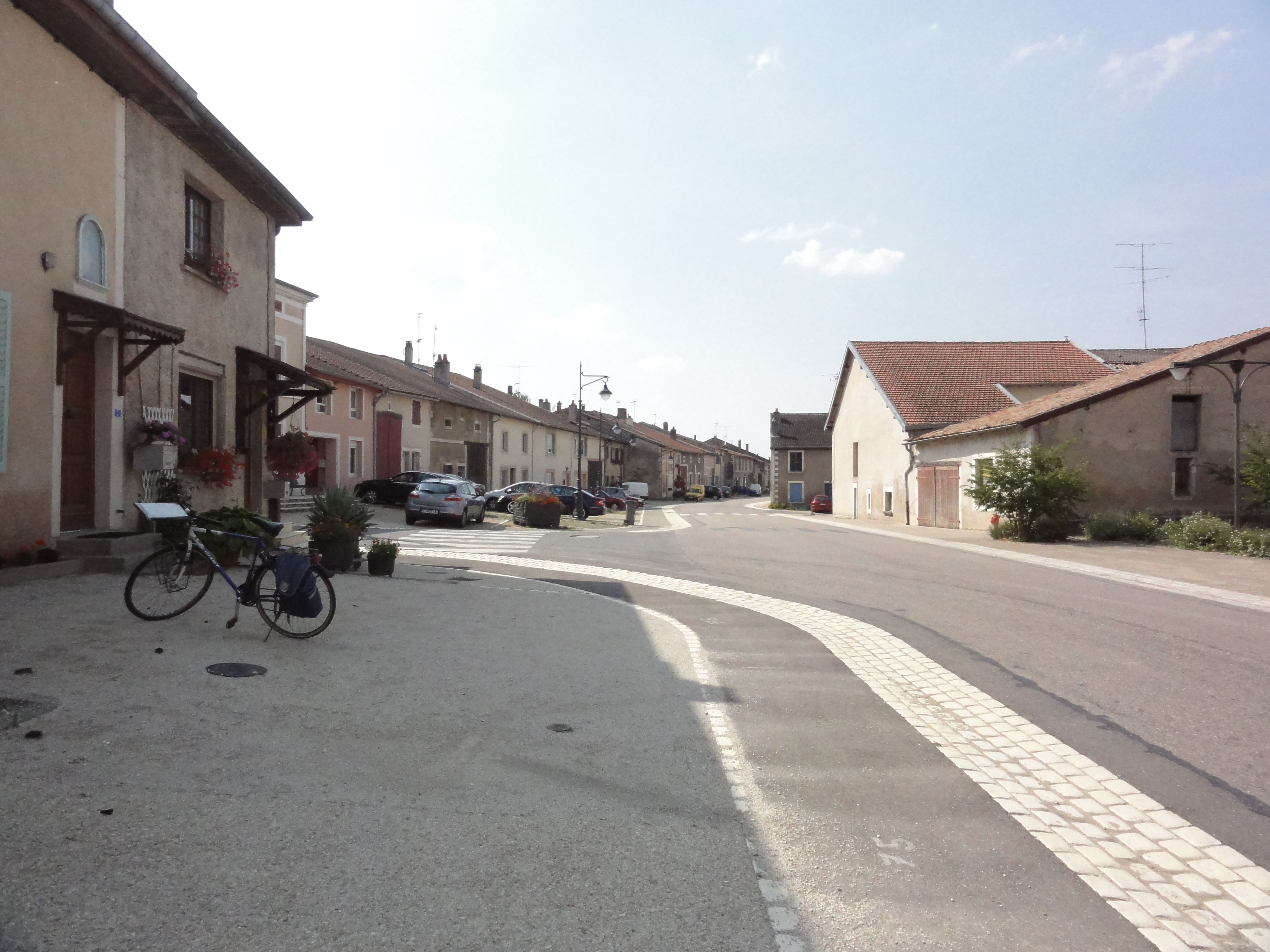
La D 36 traversant Troussey.

#### Communes limitrophes
| Sorcy-Saint-Martin      | Sorcy-Saint-Martin | Trondes         |
| Sorcy-Saint-Martin      | Troussey           | Pagny-sur-Meuse |
| Saint-Germain-sur-Meuse | Pagny-sur-Meuse    | Pagny-sur-Meuse |

### Hydrographie
La commune est dans le bassin versant de la Meuse au sein du bassin Rhin-Meuse. Elle est drainée par le canal de la Marne au Rhin, la Meuse, le ruisseau de Frasne et le ru des Noues,.

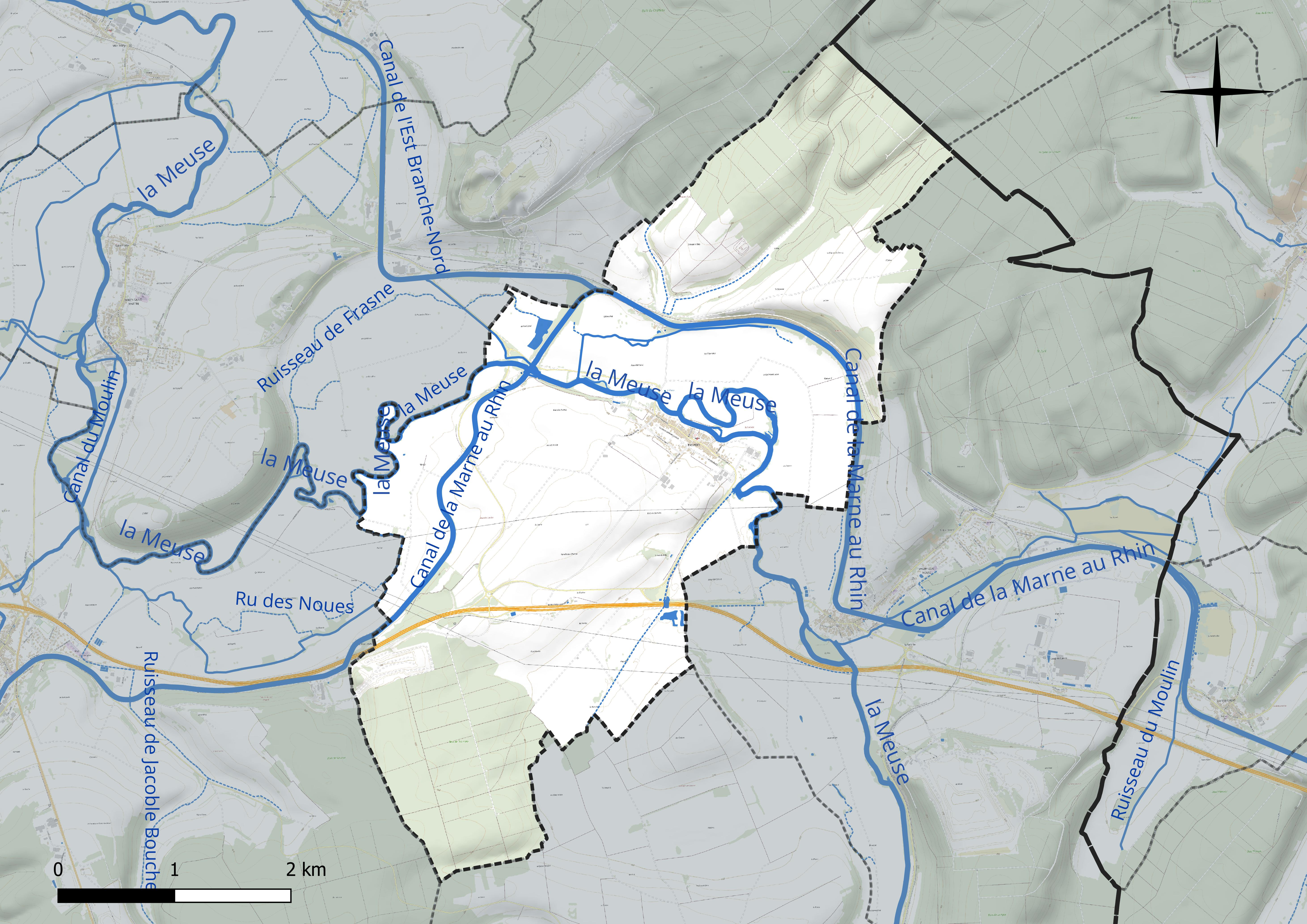
Réseau hydrographique de Troussey.

Le canal de la Marne au Rhin, long de 293 km et 178 écluses à l'origine, relie la Marne (à Vitry-le-François) au Rhin (à Strasbourg). Par le canal latéral de la Marne, il est connecté au réseau navigable de la Seine vers l'Île-de-France et la Normandie. 
La Meuse, d'une longueur de 486 km dans sa partie française, est un fleuve européen qui prend sa source en France, dans la commune du Châtelet-sur-Meuse, à 409 mètres d'altitude, et se jette dans la mer du Nord après un cours long d'approximativement 950 kilomètres traversant la France, la Belgique et les Pays-Bas. Les caractéristiques hydrologiques de la Meuse sont données par la station hydrologique située sur la commune. Le débit moyen mensuel est de 21,5 m3/s. Le débit moyen journalier maximum est de 303 m3/s, atteint lors de la crue du 20 janvier 2018. Le débit instantané maximal est quant à lui de 366 m3/s, atteint le même jour. 
Il existe un barrage sur la Meuse entre Pagny-sur-Meuse et Troussey, qui alimentait une petite centrale hydro-électrique fournissant en électricité les deux villages, devenue par la suite une fabrique de pains de glaceet scierie. En 2005, avec sa rénovation, la production électrique est vendue par l'exploitant à EDF. Le moulin a son déversoir d'alimentation à quelques dizaines de mètres en amont et Il existe aussi un autre barrage sur la Meuse au pont-canal Mazagran qui alimente, lors de basses eaux le canal de la Marne au Rhin.

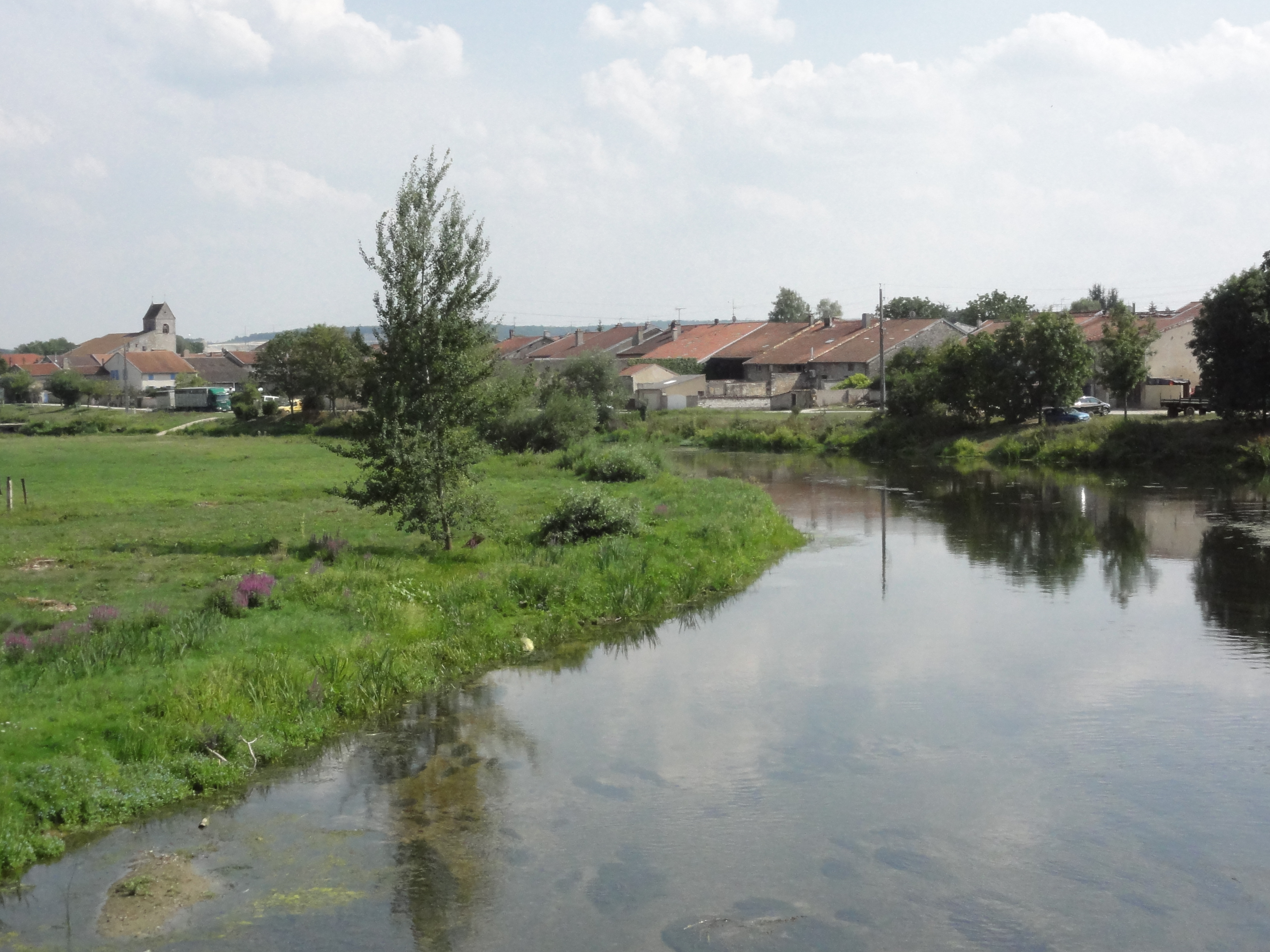
La Meuse avec vue sur le village.
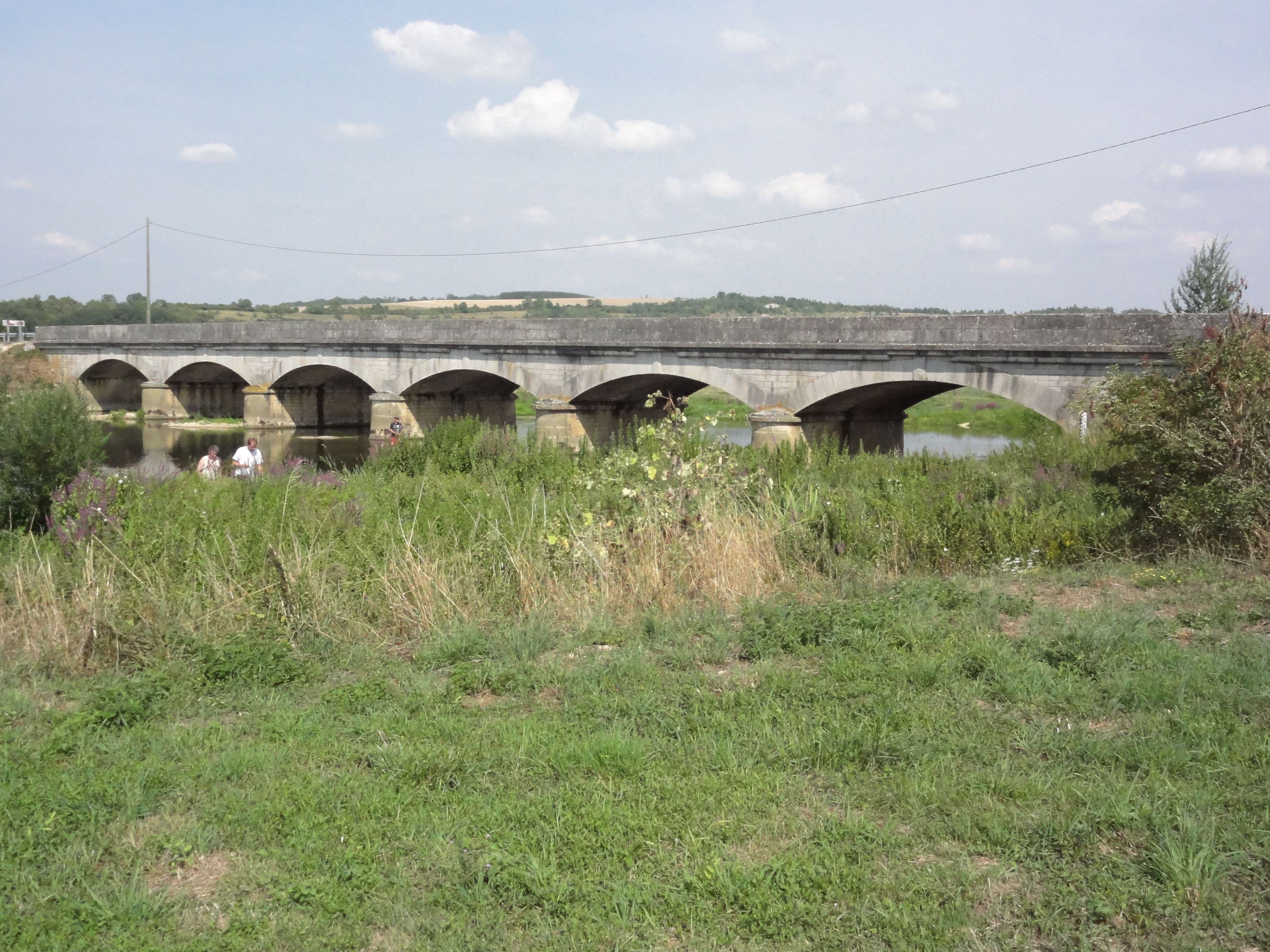
Pont de la Meuse.
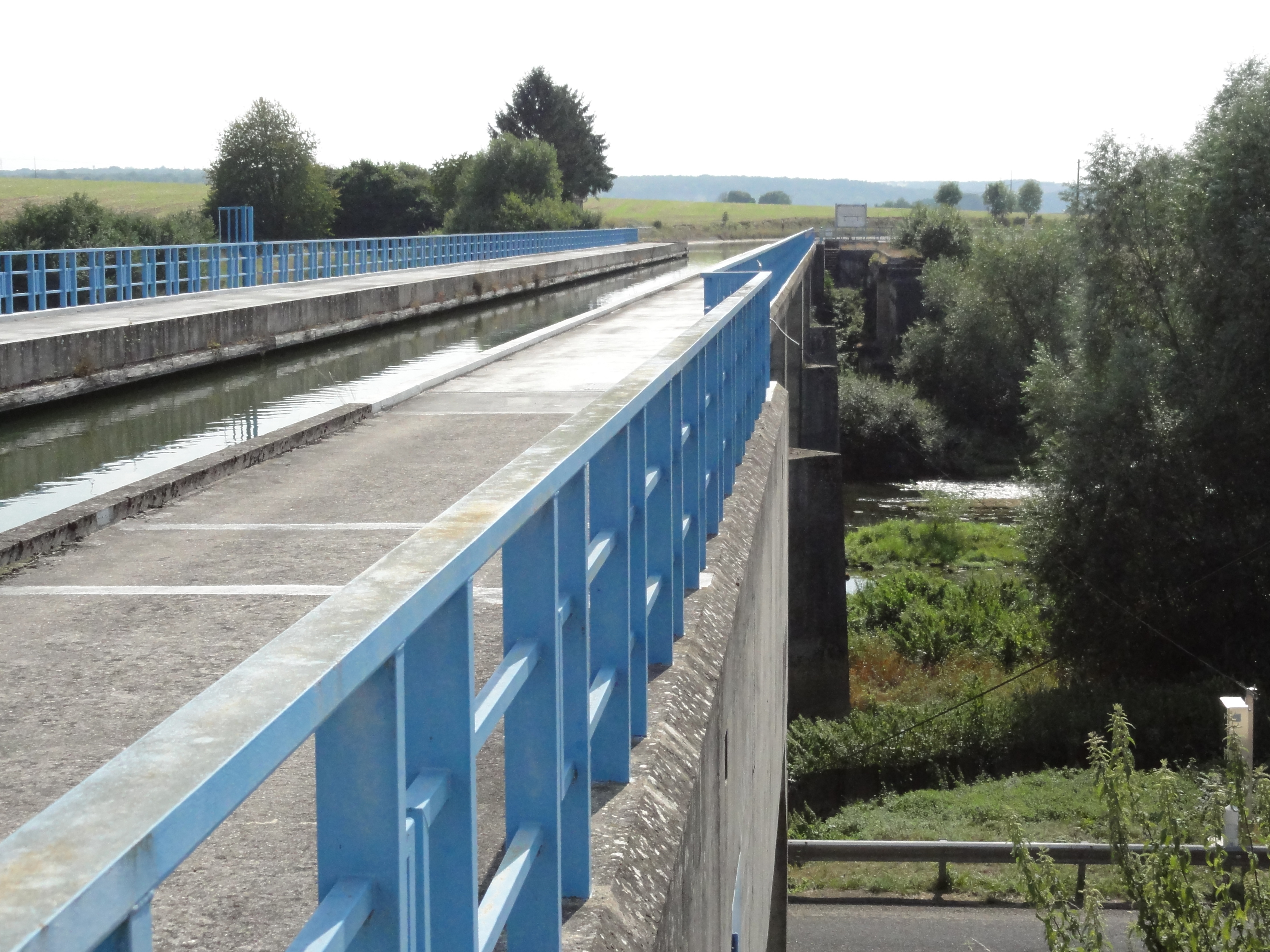
Le pont-canal au-dessus de la Meuse.
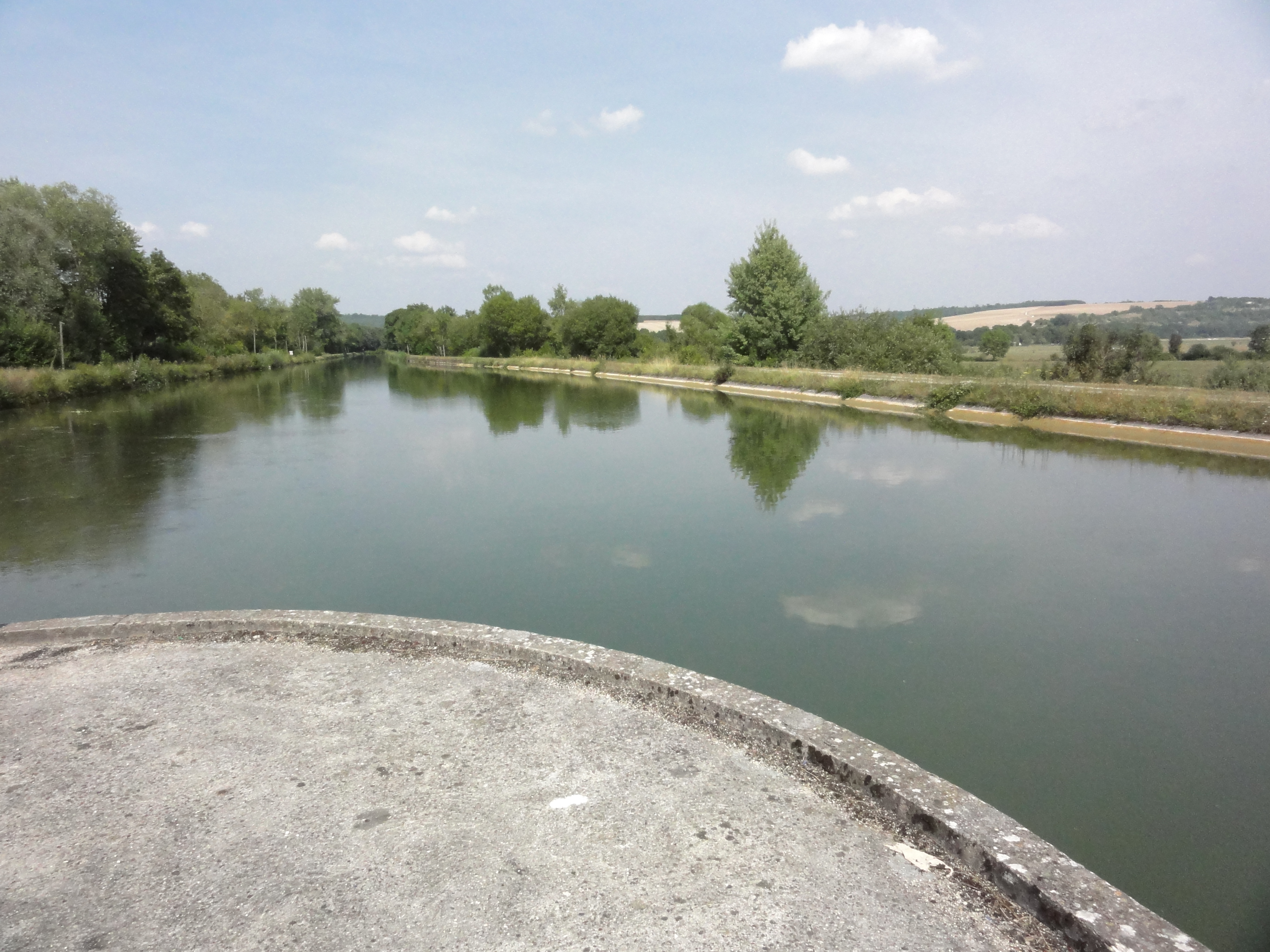
Le canal de la Marne au Rhin vue du pont-canal.

### Climat
Pour des articles plus généraux, voir Climat du Grand Est et Climat de la Meuse.
En 2010, le climat de la commune est de type climat des marges montargnardes, selon une étude du Centre national de la recherche scientifique s'appuyant sur une série de données couvrant la période 1971-2000. En 2020, Météo-France publie une typologie des climats de la France métropolitaine dans laquelle la commune est exposée à un climat océanique altéré et est dans la région climatique  Lorraine, plateau de Langres, Morvan, caractérisée par un hiver rude (1,5 °C), des vents modérés et des brouillards fréquents en automne et hiver. 
Pour la période 1971-2000, la température annuelle moyenne est de 9,7 °C, avec une amplitude thermique annuelle de 16,6 °C. Le cumul annuel moyen de précipitations est de 889 mm, avec 12,7 jours de précipitations en janvier et 9,1 jours en juillet. Pour la période 1991-2020, la température moyenne annuelle observée sur la station météorologique de Météo-France la plus proche, « Nancy-Ochey », sur la commune d'Ochey à 22 km à vol d'oiseau, est de 10,5 °C et le cumul annuel moyen de précipitations est de 810,4 mm. 
La température maximale relevée sur cette station est de 39,6 °C, atteinte le 25 juillet 2019 ; la température minimale est de −19,1 °C, atteinte le 12 janvier 1987,,. 
Les paramètres climatiques de la commune ont été estimés pour le milieu du siècle (2041-2070) selon différents scénarios d'émission de gaz à effet de serre à partir des nouvelles projections climatiques de référence DRIAS-2020. Ils sont consultables sur un site dédié publié par Météo-France en novembre 2022.

## Urbanisme

### Typologie
Au 1er janvier 2024, Troussey est catégorisée commune rurale à habitat dispersé, selon la nouvelle grille communale de densité à sept niveaux définie par l'Insee en 2022.
Elle est située hors unité urbaine. Par ailleurs la commune fait partie de l'aire d'attraction de Nancy, dont elle est une commune de la couronne,. Cette aire, qui regroupe 353 communes, est catégorisée dans les aires de 200 000 à moins de 700 000 habitants,.

### Occupation des sols
L'occupation des sols de la commune, telle qu'elle ressort de la base de données européenne d’occupation biophysique des sols Corine Land Cover (CLC), est marquée par l'importance des territoires agricoles (67,8 % en 2018), une proportion sensiblement équivalente à celle de 1990 (67,7 %). La répartition détaillée en 2018 est la suivante : 
terres arables (39,4 %), forêts (27,3 %), prairies (26,7 %), zones agricoles hétérogènes (1,8 %), zones urbanisées (1,7 %), milieux à végétation arbustive et/ou herbacée (1,7 %), mines, décharges et chantiers (1,4 %). L'évolution de l’occupation des sols de la commune et de ses infrastructures peut être observée sur les différentes représentations cartographiques du territoire : la carte de Cassini (XVIIIe siècle), la carte d'état-major (1820-1866) et les cartes ou photos aériennes de l'IGN pour la période actuelle (1950 à aujourd'hui).

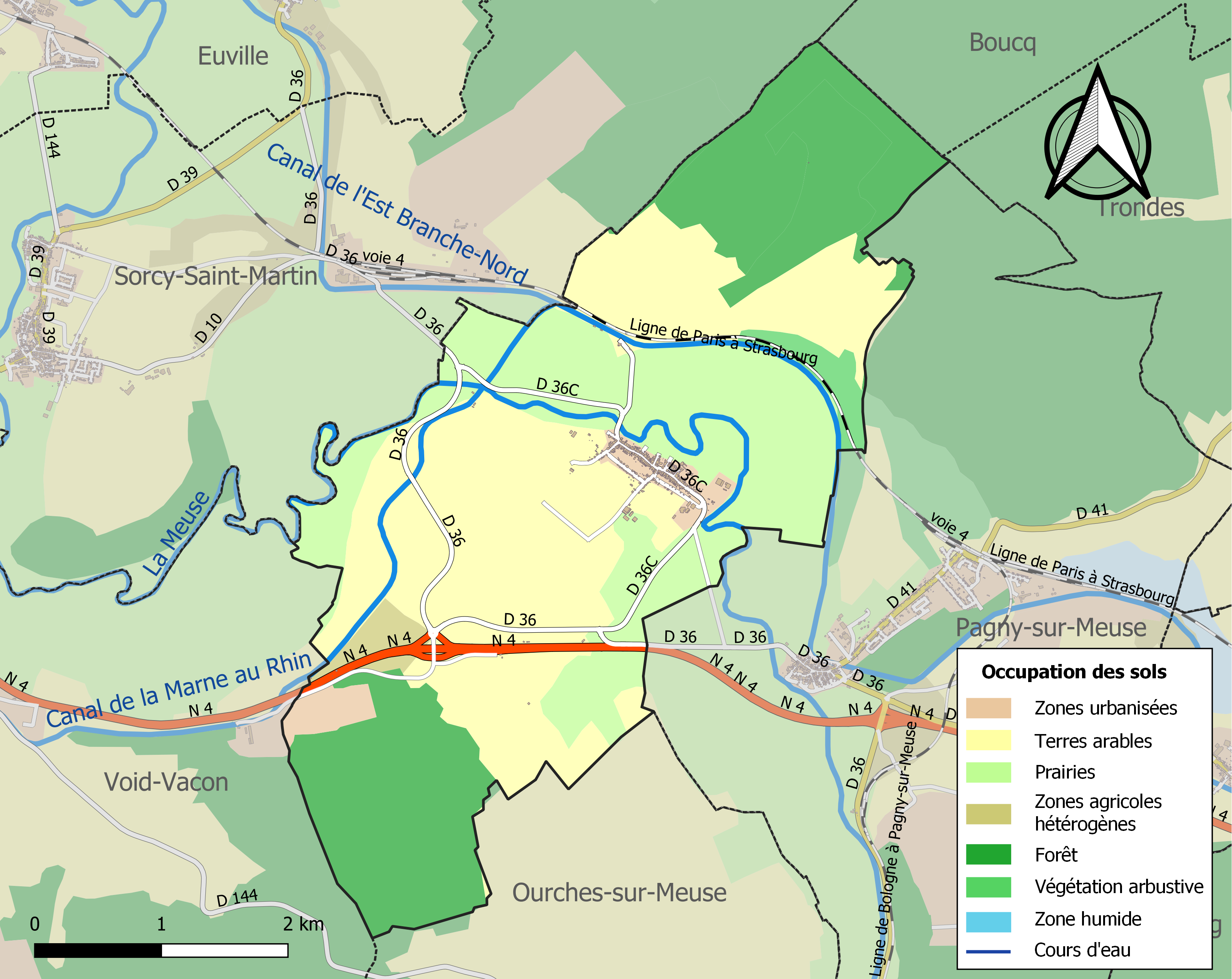
Carte des infrastructures et de l'occupation des sols de la commune en 2018 (CLC).

## Toponymie
Le nom de la localité est attesté sous les formes Truciacum (VIIIe siècle) ; Trociacum (884) ; Trocejacum ou Troceiacum (922) ; Trouceyum (1402) ; Troucei (1700) ; Troceium (1707).

## Histoire
Selon la légende, Dagobert aurait fondé cette localité en 720. Des documents, rédigés par Charles le Gros en 885 et par Charles le Simple en 922, mentionnent son église.
Le trésor de Troussey, enfoui en 304, a été découvert en 1987-1988, dans la zone où se trouvait l'ancien village de Dommartin aujourd'hui disparu sur la voie romaine secondaire entre Sorcy-Saint-Martin et Boucq. Il est constitué de 5860 monnaies romaines d'argent et de bronze contenues dans deux vases.
Avant 1790, Troussey faisait partie du Toulois et était rattaché au diocèse de Toul.

## Politique et administration
| Période                                  | Période   | Identité                                       | Étiquette | Qualité |
| ---------------------------------------- | --------- | ---------------------------------------------- | --------- | ------- |
| Les données manquantes sont à compléter. |           |                                                |           |         |
| mars 1982                                | mars 2014 | Daniel Laurent                                 | SE        |         |
| mars 2014                                | En cours  | Alain Guillaume Réélu pour le mandat 2020-2026 |           |         |

## Population et société

### Démographie
L'évolution du nombre d'habitants est connue à travers les recensements de la population effectués dans la commune depuis 1793. Pour les communes de moins de 10 000 habitants, une enquête de recensement portant sur toute la population est réalisée tous les cinq ans, les populations de référence des années intermédiaires étant quant à elles estimées par interpolation ou extrapolation. Pour la commune, le premier recensement exhaustif entrant dans le cadre du nouveau dispositif a été réalisé en 2007.

En 2022, la commune comptait 470 habitants, en évolution de +3,52 % par rapport à 2016 (Meuse : −4,4 %, France hors Mayotte : +2,11 %).
| 1793 | 1800 | 1806 | 1821 | 1831 | 1836 | 1841 | 1846 | 1851 |
| ---- | ---- | ---- | ---- | ---- | ---- | ---- | ---- | ---- |
| 613  | 606  | 647  | 638  | 709  | 707  | 795  | 674  | 720  |

| 1856 | 1861 | 1866 | 1872 | 1876 | 1881 | 1886 | 1891 | 1896 |
| ---- | ---- | ---- | ---- | ---- | ---- | ---- | ---- | ---- |
| 675  | 675  | 652  | 602  | 588  | 550  | 565  | 565  | 562  |

| 1901 | 1906 | 1911 | 1921 | 1926 | 1931 | 1936 | 1946 | 1954 |
| ---- | ---- | ---- | ---- | ---- | ---- | ---- | ---- | ---- |
| 538  | 527  | 501  | 490  | 466  | 385  | 372  | 372  | 400  |

| 1962 | 1968 | 1975 | 1982 | 1990 | 1999 | 2006 | 2007 | 2012 |
| ---- | ---- | ---- | ---- | ---- | ---- | ---- | ---- | ---- |
| 384  | 360  | 302  | 283  | 318  | 318  | 390  | 400  | 423  |

| 2017 | 2022 | - | - | - | - | - | - | - |
| ---- | ---- | - | - | - | - | - | - | - |
| 464  | 470  | - | - | - | - | - | - | - |

### Enseignement

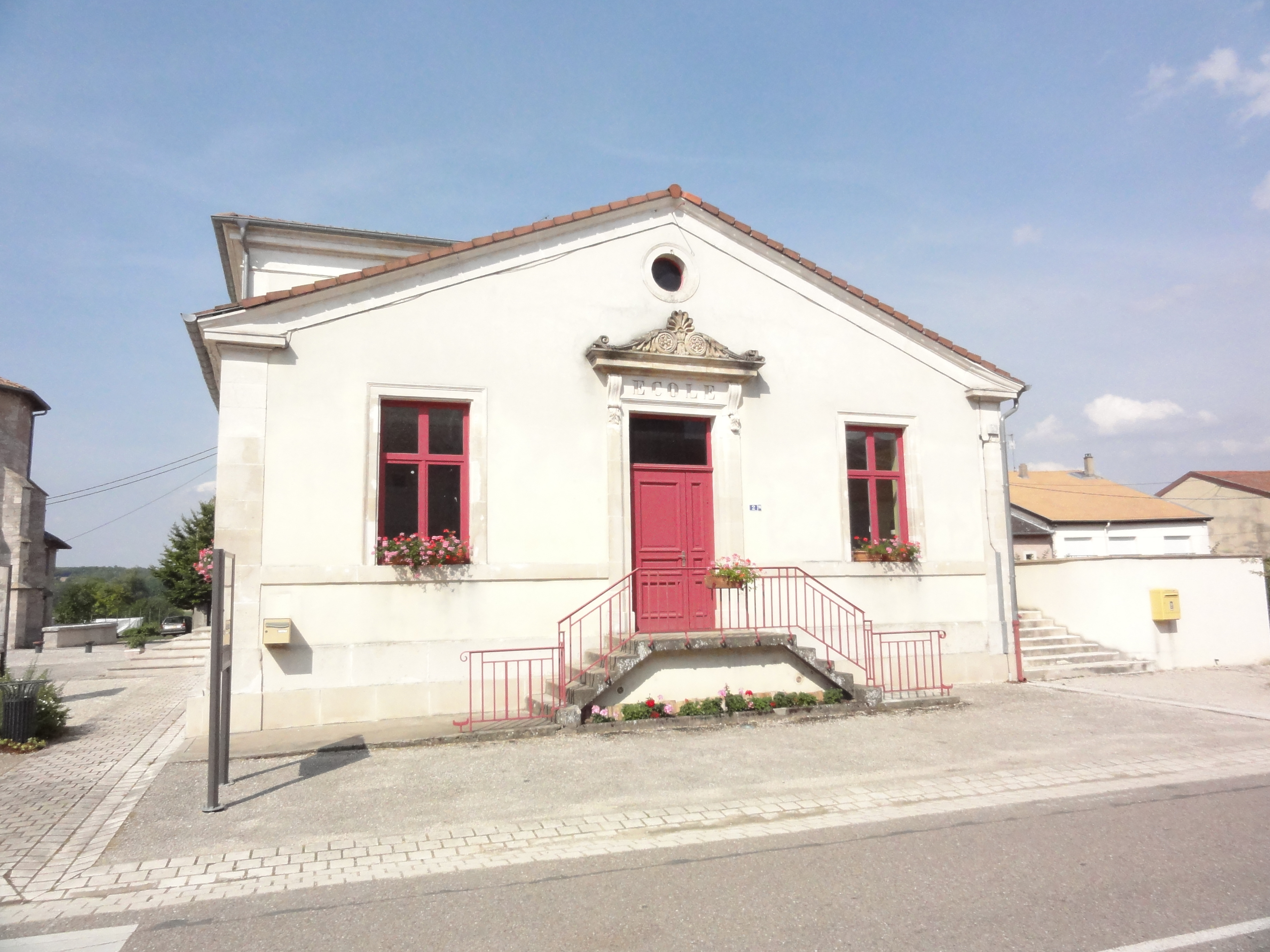
L'école annexe à la mairie.

École primaire publique.

### Économie
La spécialité du village est la culture de la Pomme de terre. Plusieurs fêtes de la pomme de terre eurent lieu dans le village en 1991, 1993, 1996 et 1999,  qui attirèrent une foule très nombreuse à chaque fois. Un habitant a créé un petit musée de la pomme de terre dans son grenier, qu'il est possible de visiter (Ferme Laurent, 32 bis rue du Petit-Bout).

## Culture locale et patrimoine

### Lieux et monuments
- L'église Saint-Laurent, de style roman-ogival,  transformée en forteresse en 1585, avec des murs percés de meurtrières, est classée aux Monuments Historiques depuis le 20/01/1989[24]. Elle possède deux autels latéraux, l'un dédié à la Vierge Marie au sud, l'autre dédié à saint Nicolas au nord.
- Derrière l'église une reproduction de la grotte de Massabielle avec un vrai morceau de rocher ramené de Lourdes.
- Au cimetière la pietà de l'ossuaire.

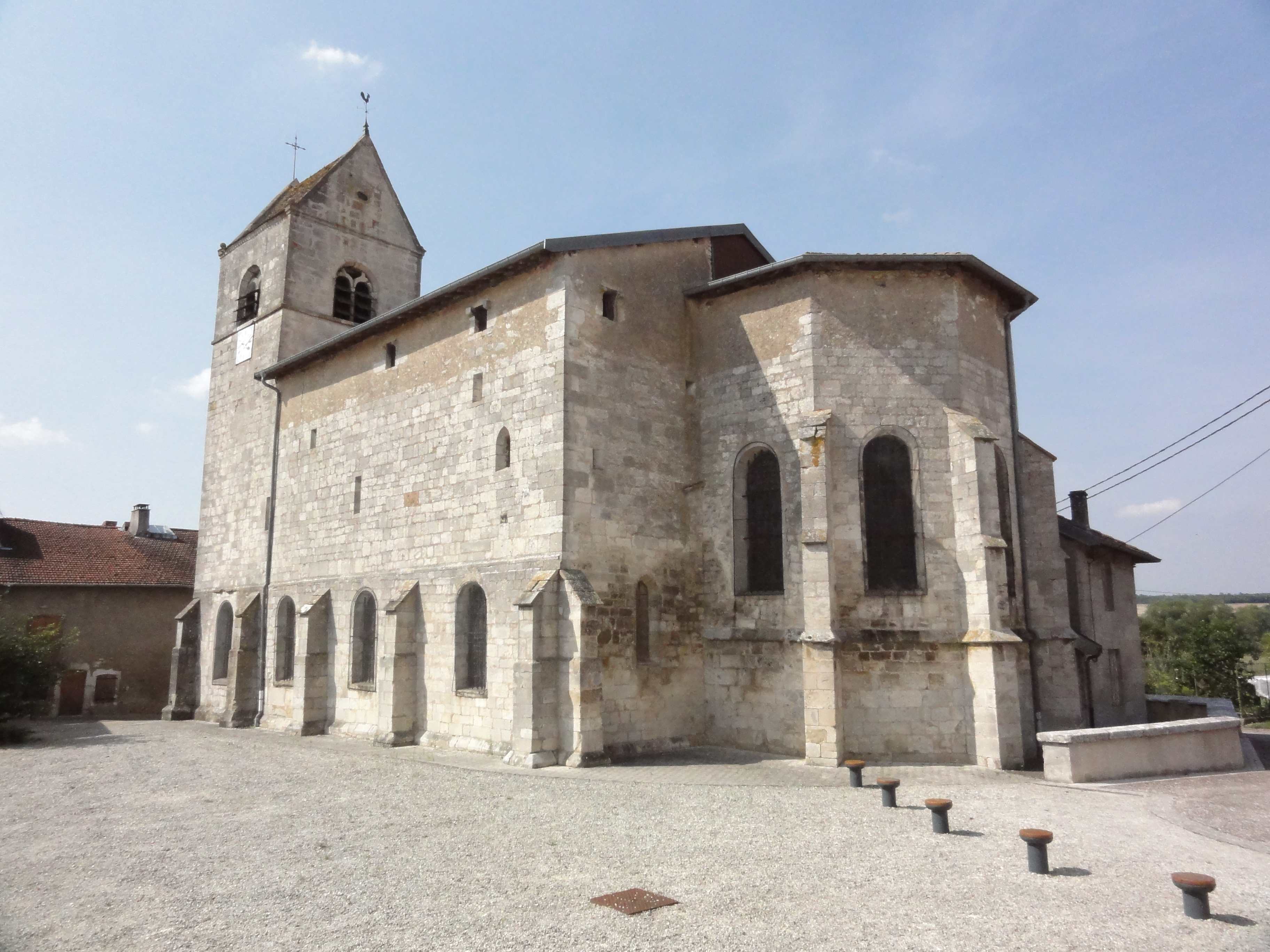
Église Saint-Laurent.
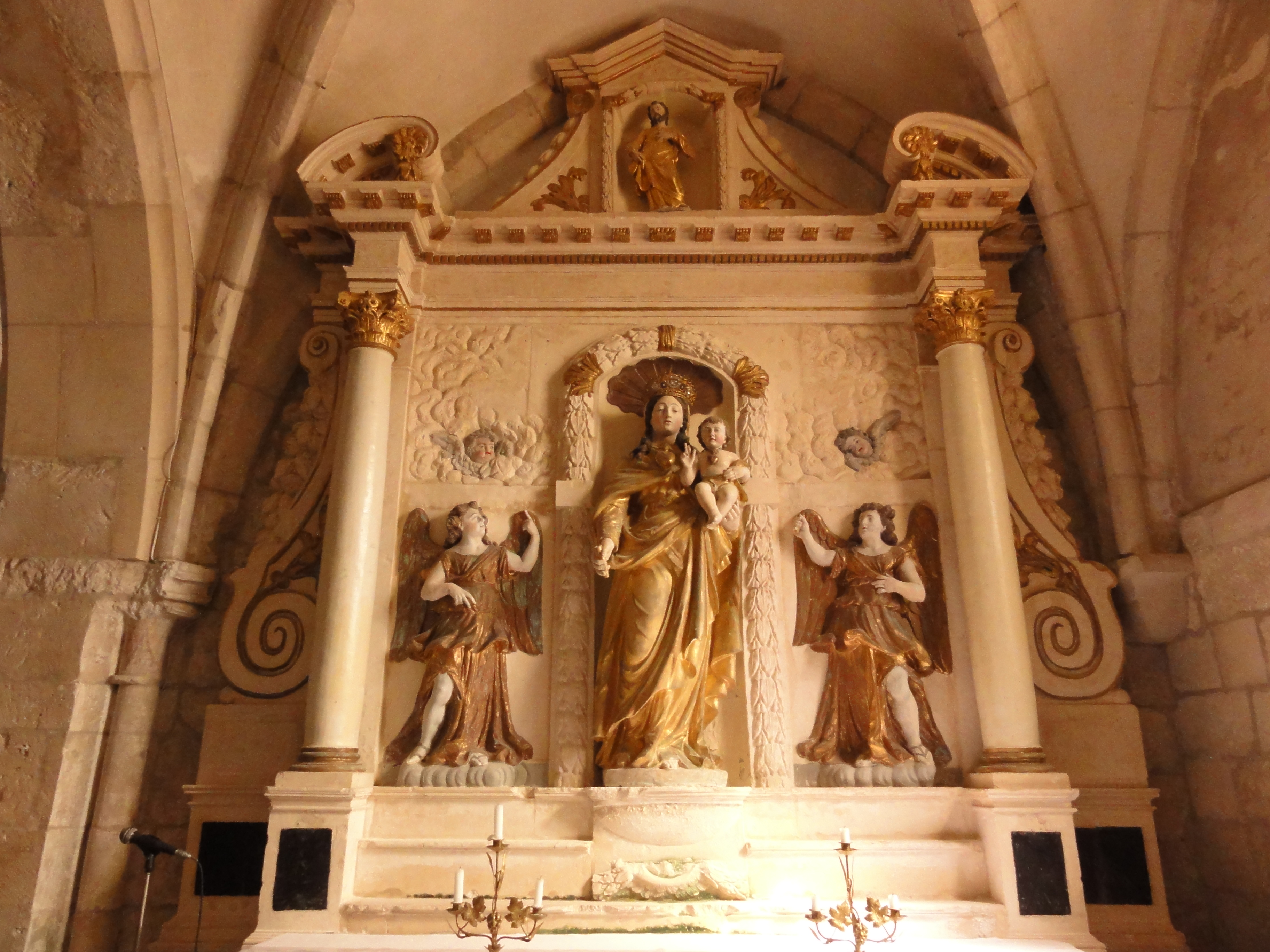
L'autel dédié à la Vierge
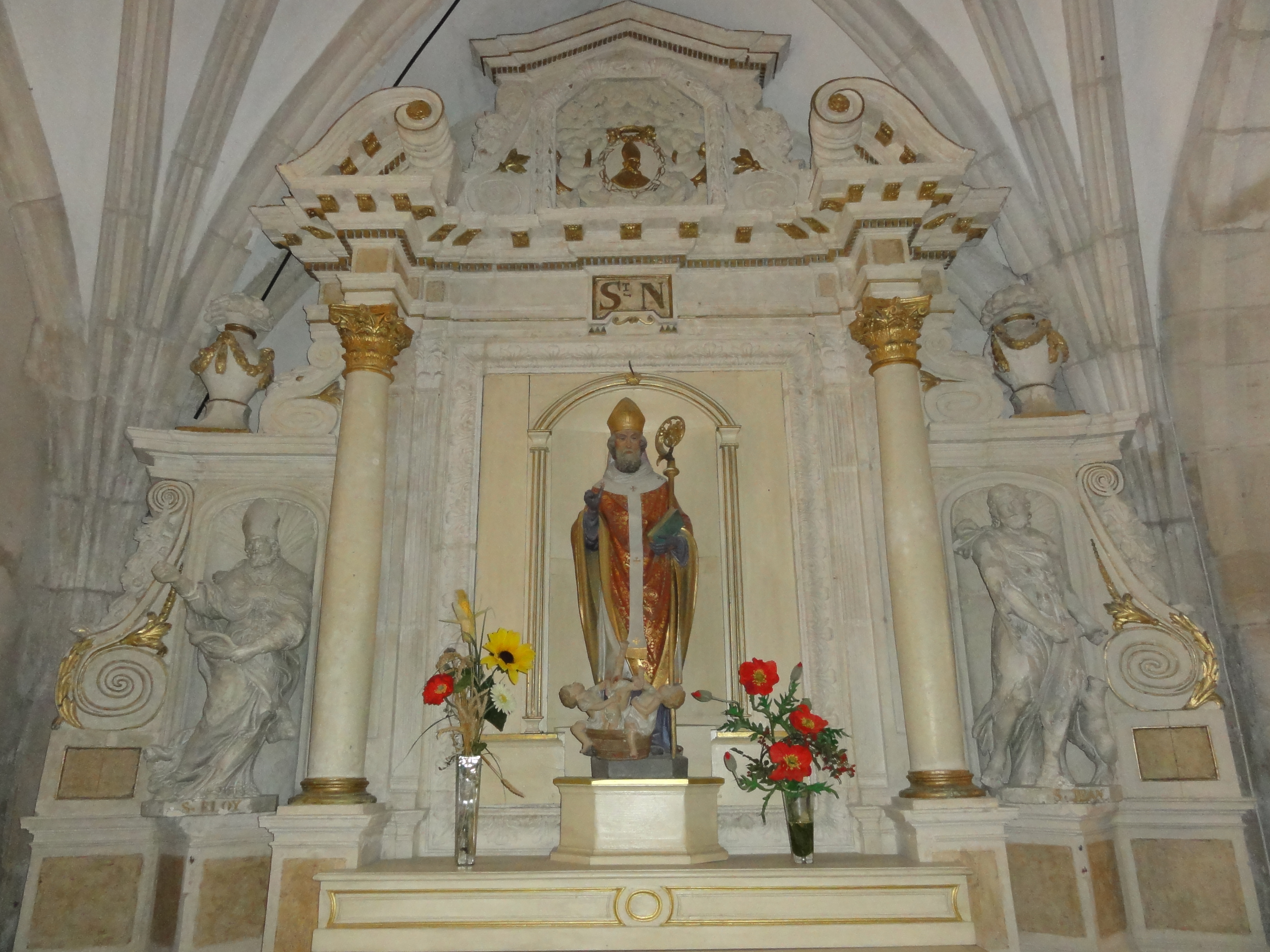
L'autel dédíé à Saint Nicolas.
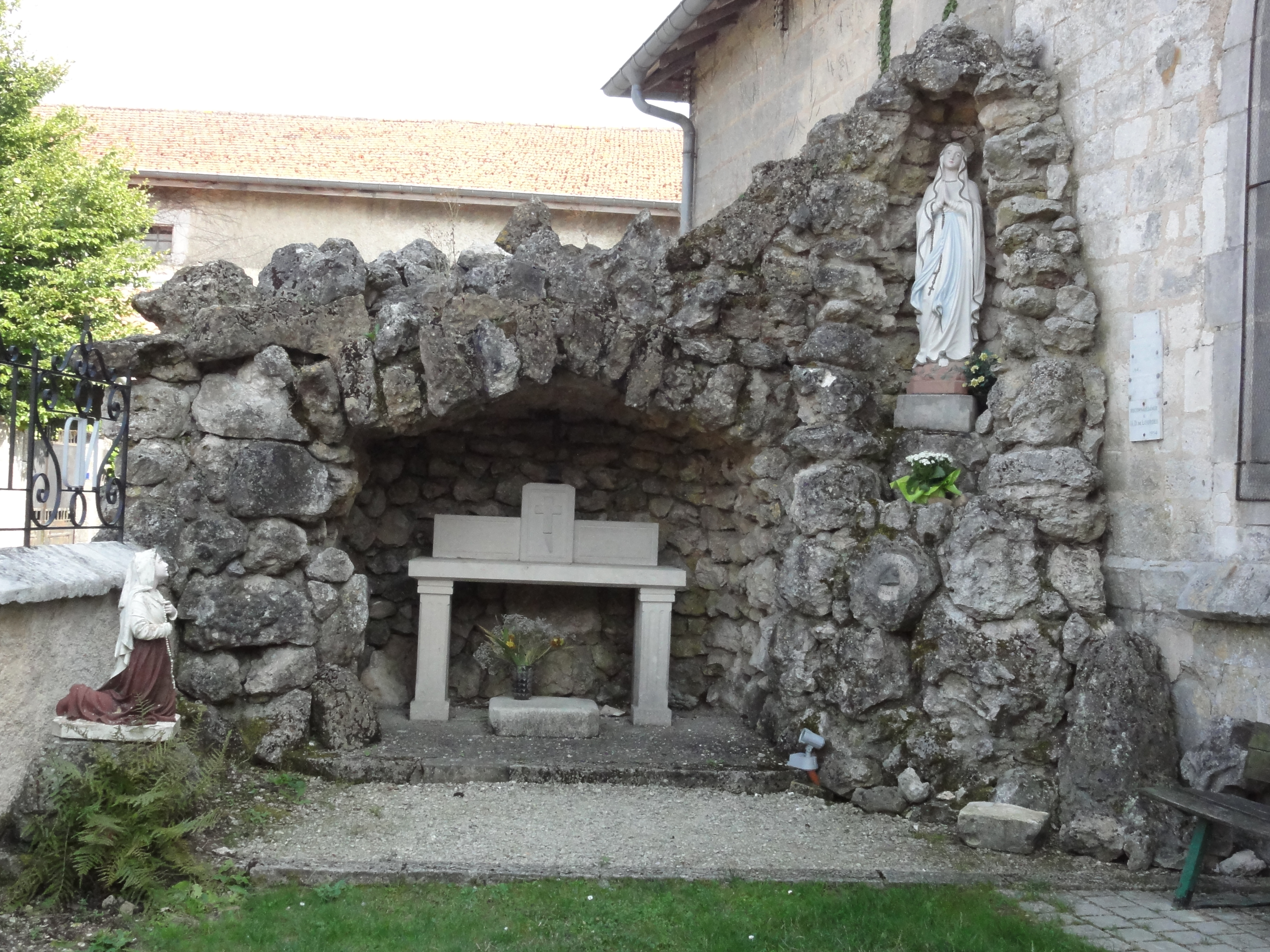
La grotte de Lourdes.
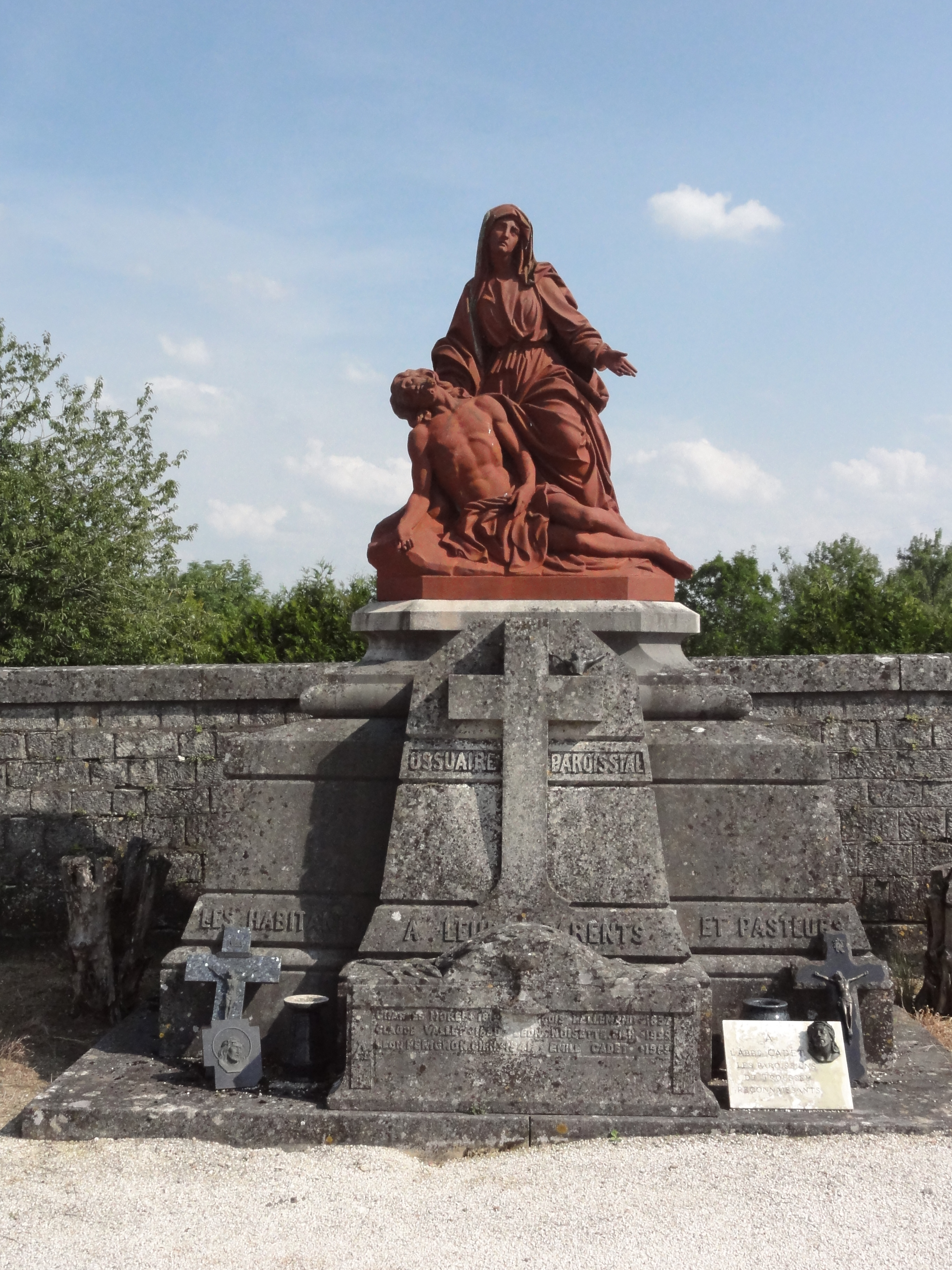
Ossuaire avec pietà.

### Mémorials et croix
- Le monument aux morts, qui rappelle le souvenir des soldats qui sont morts à la guerre de 1914-1918. Il est situé près de la mairie. Il est fait en granit. Sur le monument, sont inscrits les noms et prénoms des personnes du village morts pendant la Première Guerre mondiale et même à la Seconde Guerre mondiale (1940-1945). Chaque année, le 11 novembre, est organisée une cérémonie au cours de laquelle les habitants du village rendent hommage à ces poilus morts pour la France.
- Dans l'église, un monument aux morts paroissial formé de plaques autour d'un calvaire.
- Sur un mur de la mairie, au coin de la place de l'église, une plaque commémorant l'accueil que des Alsaciens évacués ont trouvé à Troussey en janvier 1945.
- Plusieurs croix monumentales sculptées en pierre, dont la plus belle est la croix très ouvragée sur la place de l'église.

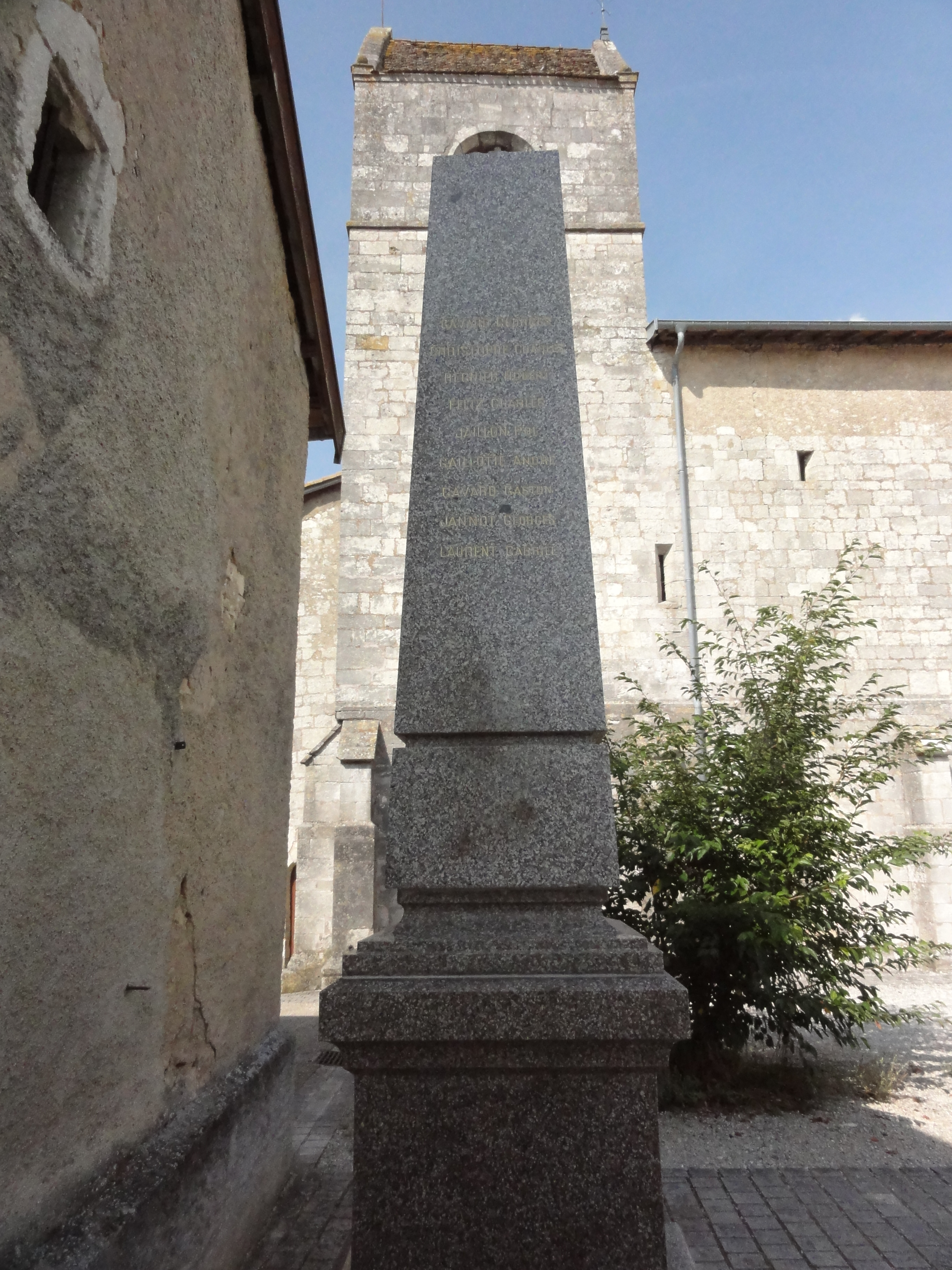
Monument aux morts.
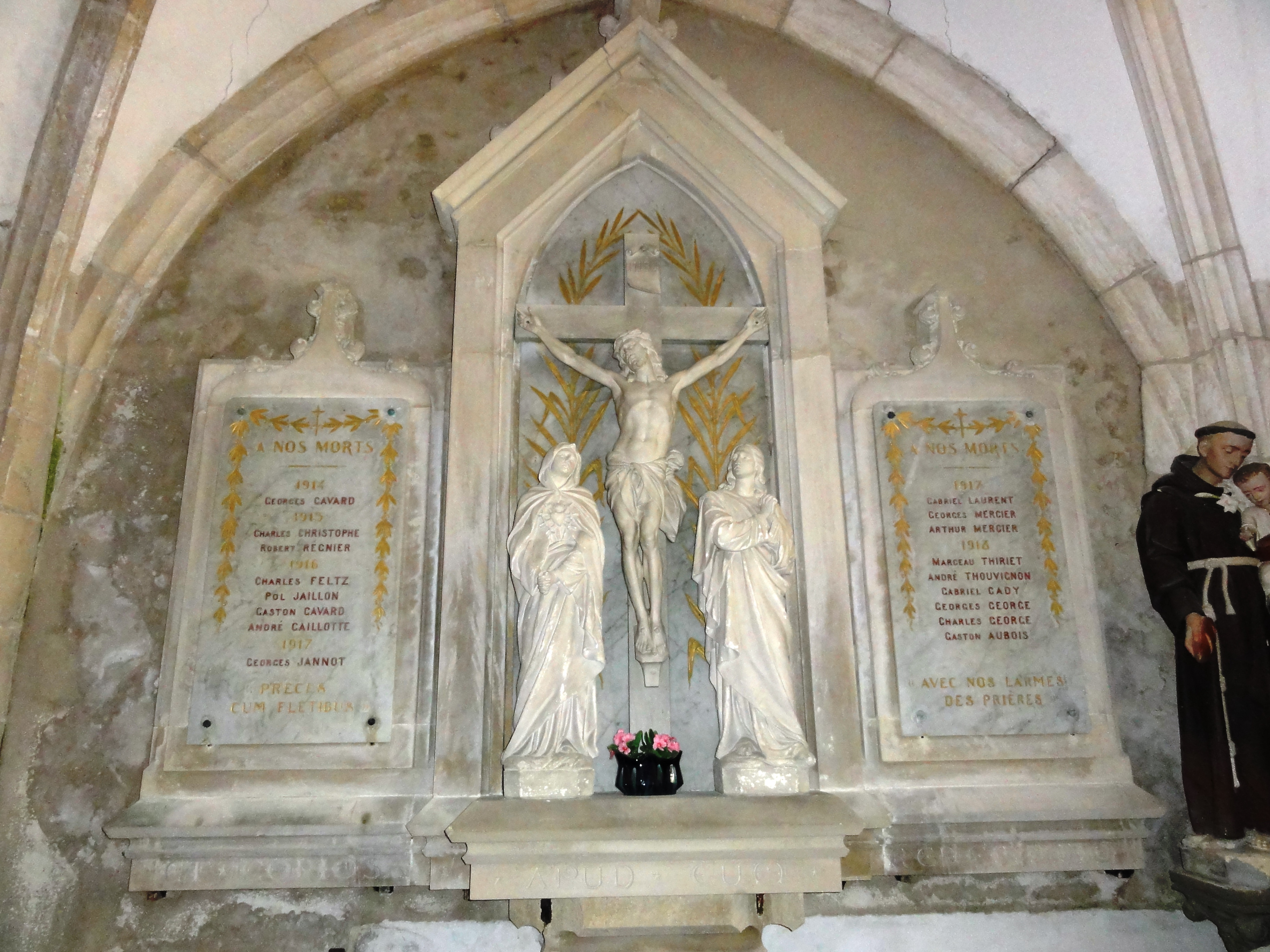
Monument aux morts avec calvaire dans l'église.
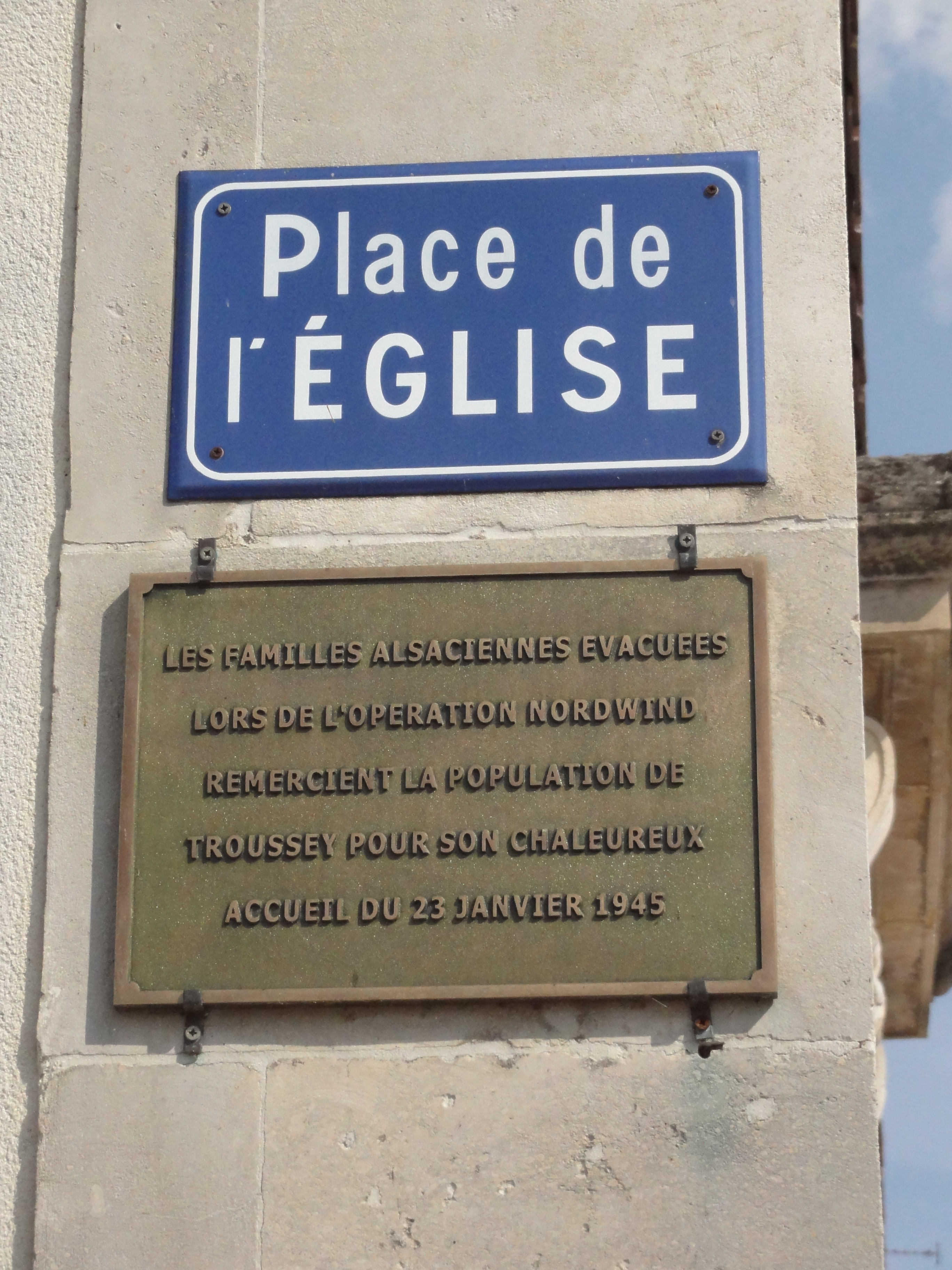
Mémorial des Alsaciens évacués.
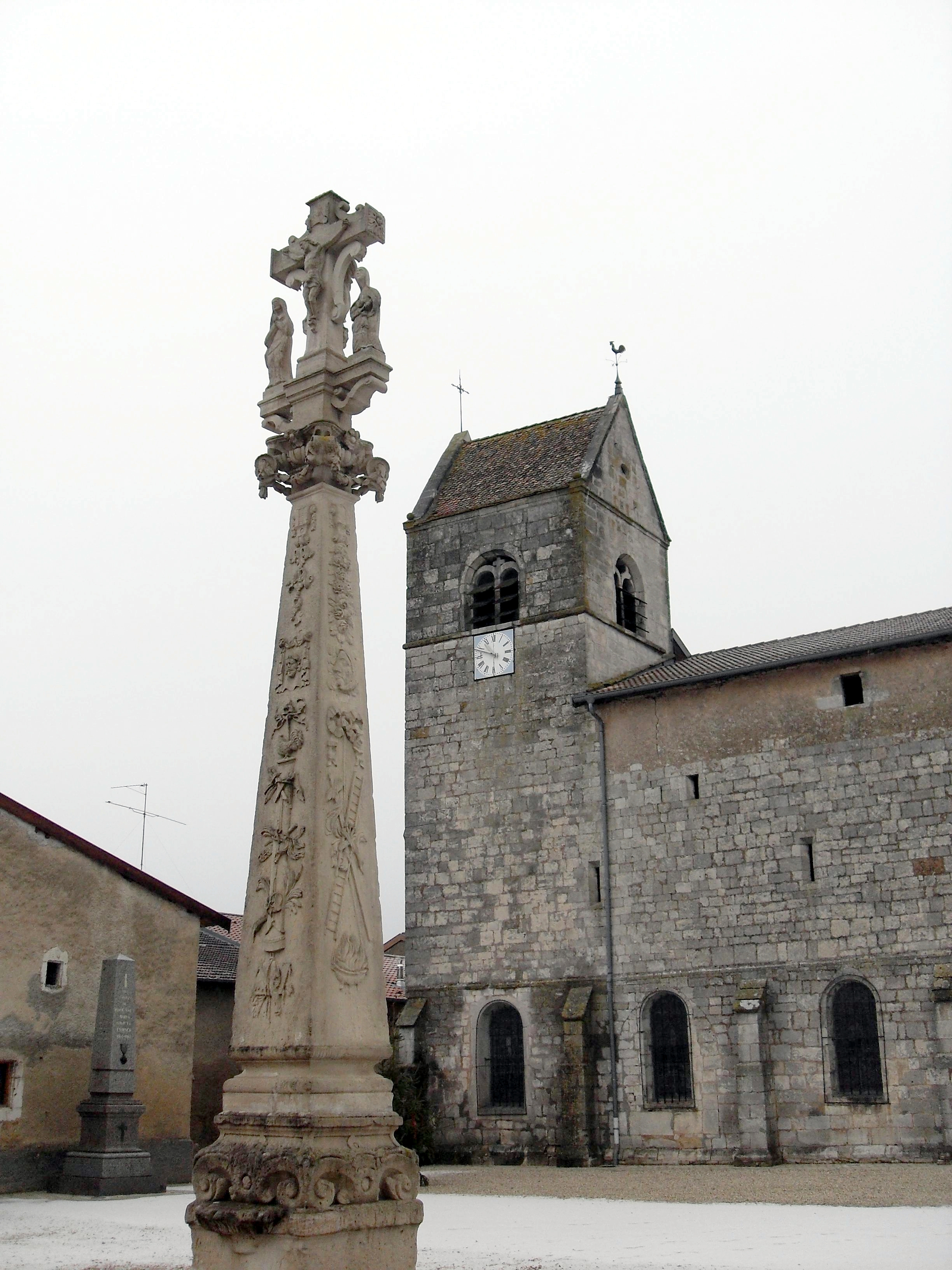
La croix monumentale devant l'église Saint-Laurent.
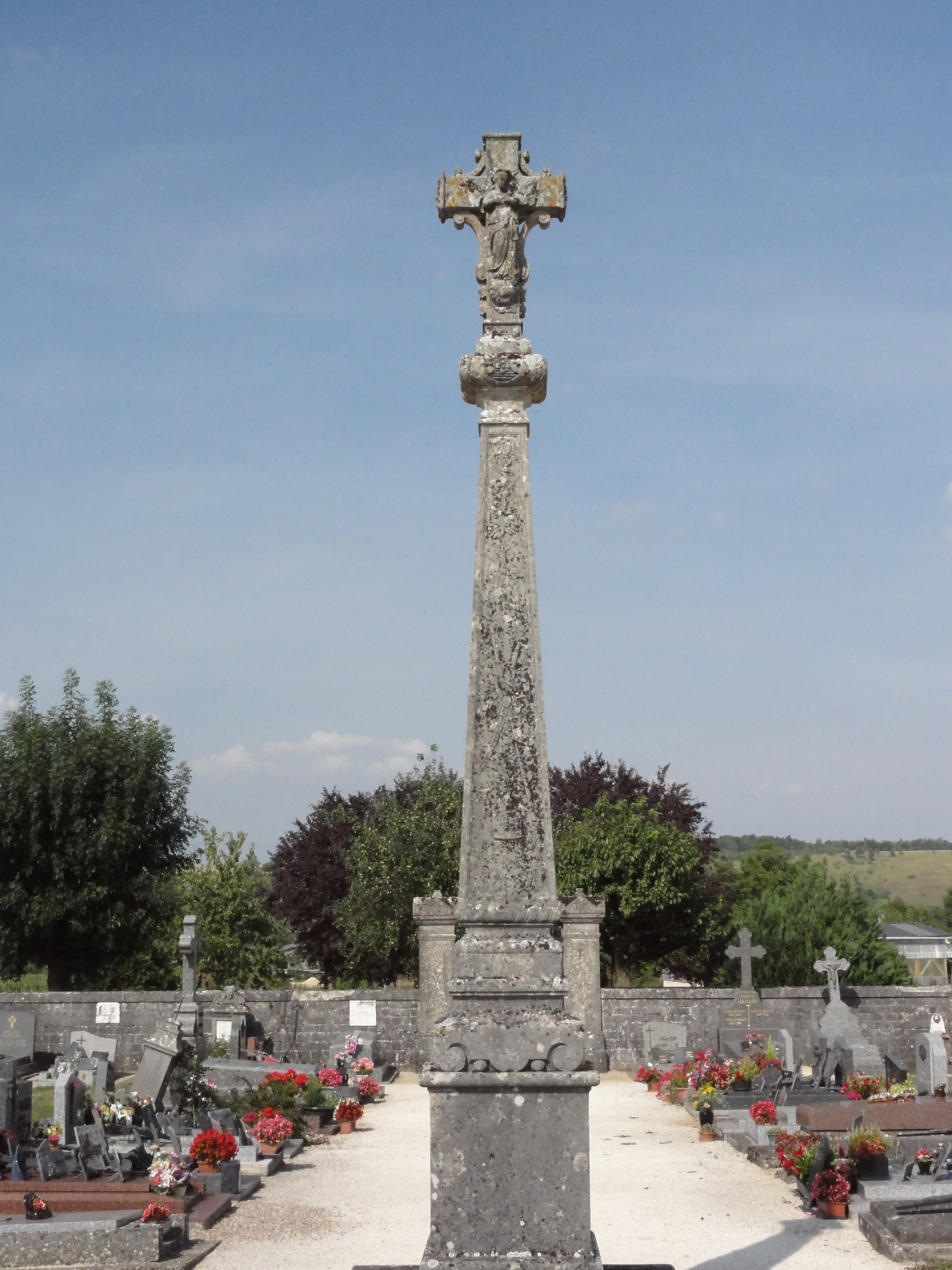
Croix de cimetière avec statue de la vierge au verso.
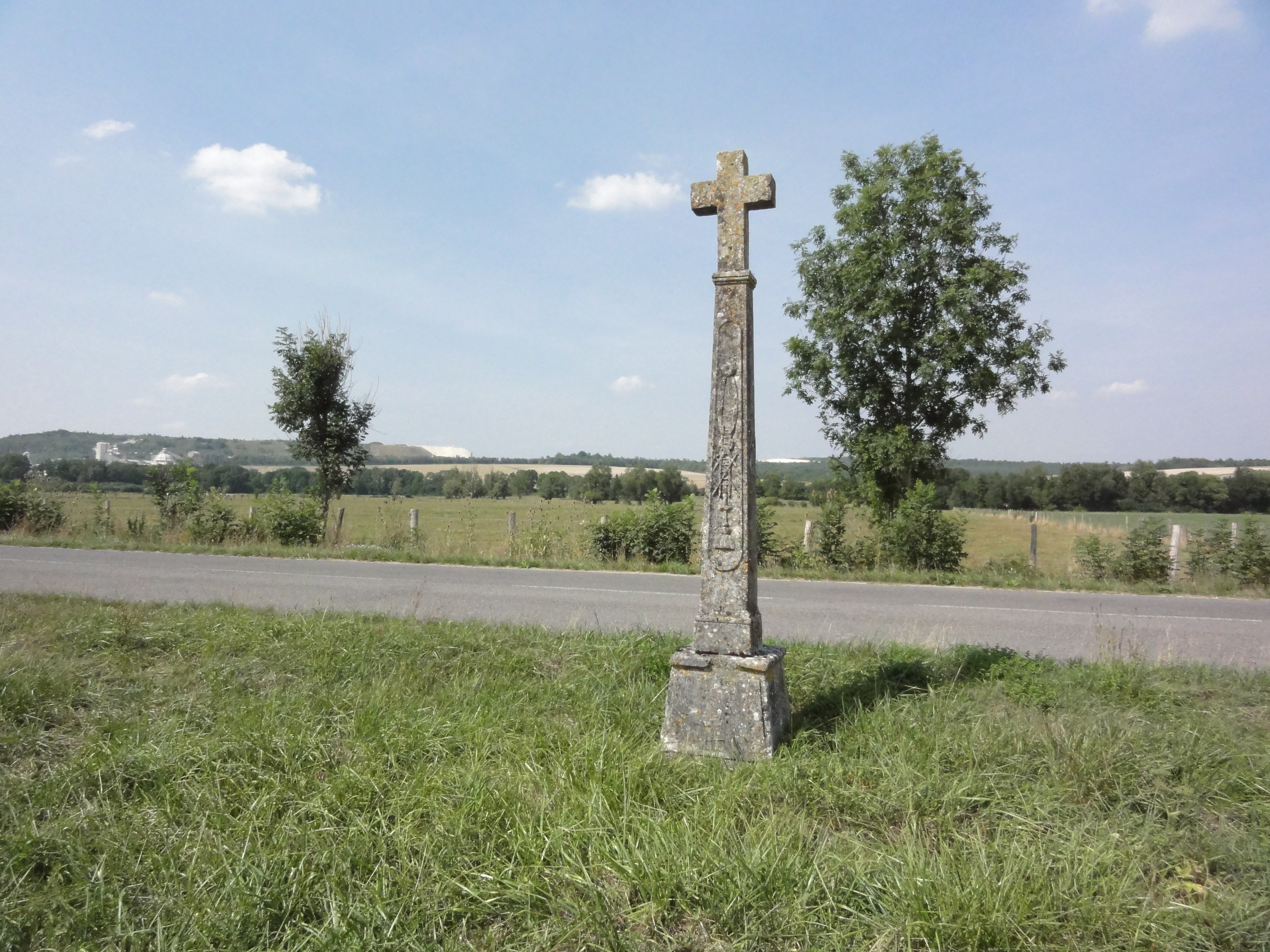
Croix sur une colonne sculptée
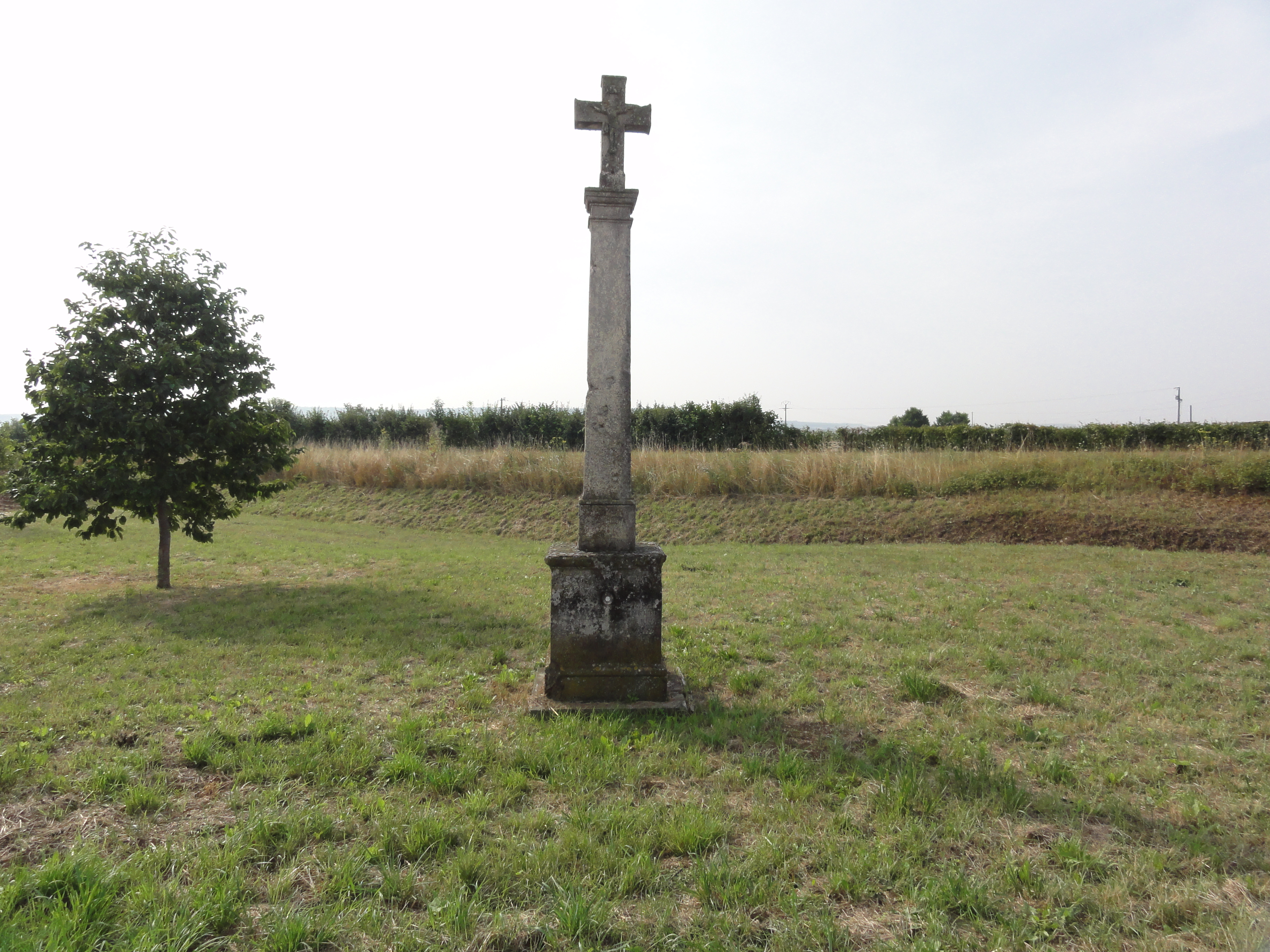
Croix dans le paysage, avec croix au recto.
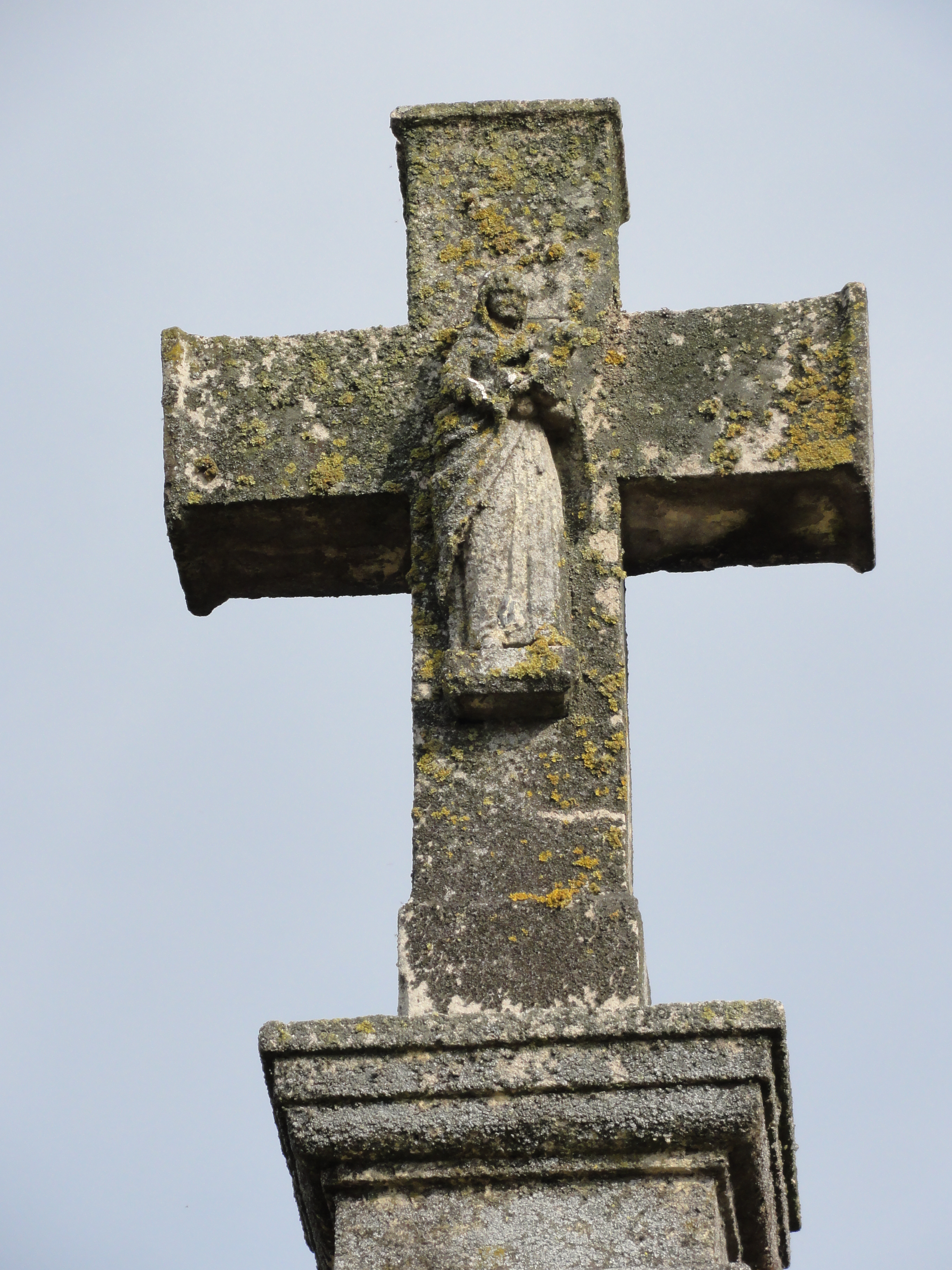
Détail de la croix dans le paysage, statue au verso.

- Le pont-canal Mazagran actuellement en service est un ouvrage moderne en béton datant de l'année 1969. Juste à côté, on peut encore voir une travée en forme d'arche du pont-canal en pierre d'origine, le reste ayant été démoli. Celui-ci avait déjà été détruit par la résistance française en 1943 et réparé. Juste à côté se trouve une station de pompage permettant de maintenir le niveau d'eau dans le canal.

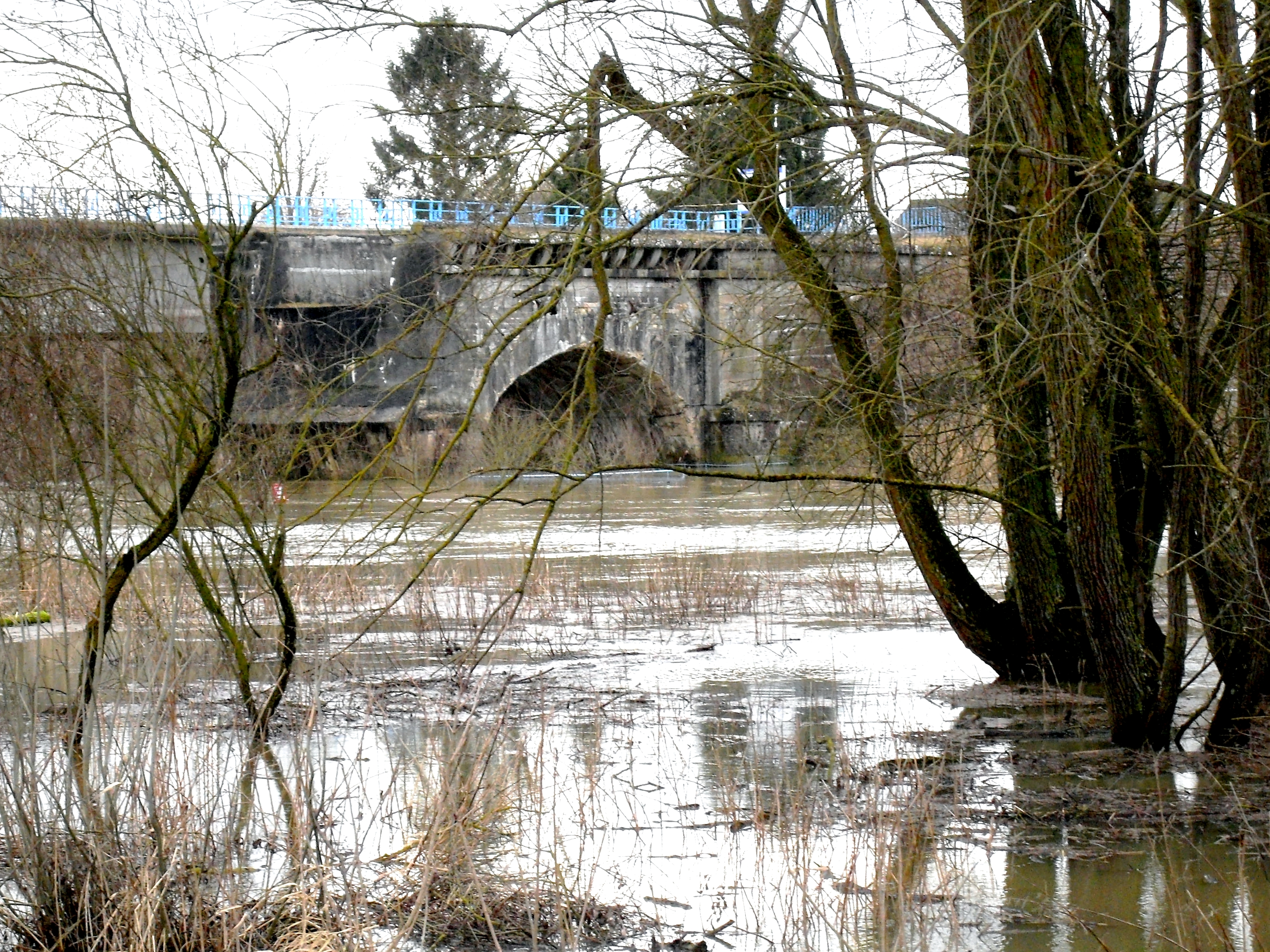
Le pont-canal de Troussey...
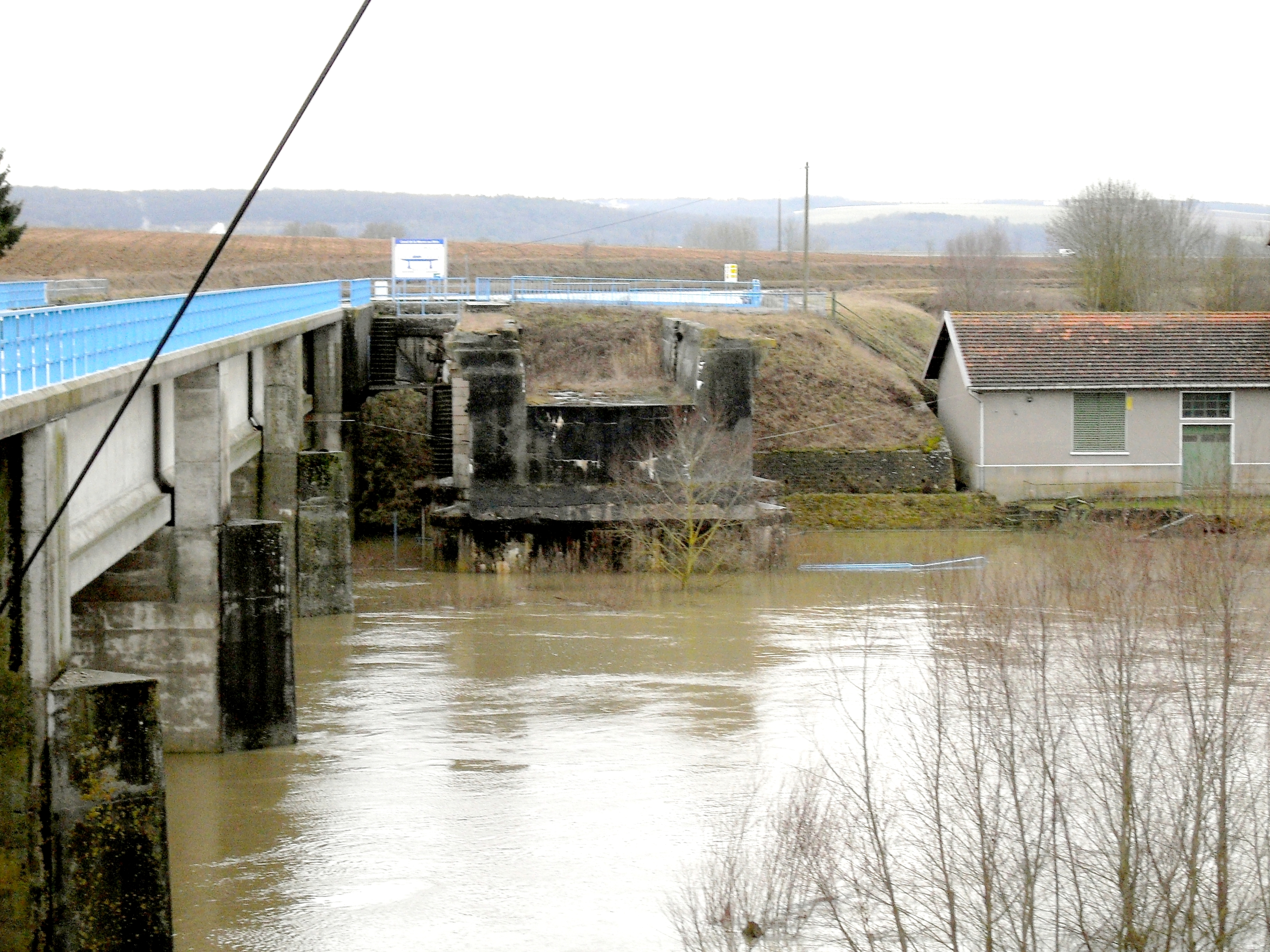
...le nouveau et l'ancien.

### Héraldique
| Blason de Troussey | Blason  | D'azur au rameau d'aubépine posé en bande, feuillé d'or, à la fleur d'argent, boutonnée en étoile d'or, chacun des cinq pétales chargé de deux losanges de gueules à dextre, à la tour d'église carrée d'argent maçonnée de sable et essorée de gueules à senestre ; au chef ondé de gueules, soutenu d'or chargé d'un feu du même accosté de deux fleurs parmentières [de pomme de terre] d'argent au bouton pentagonal d'or. |
| Blason de Troussey | Détails | Création Robert André Louis. Adopté le 4 novembre 2016. |